# Алатна (Аляска)
Алатна (англ. Alatna, инупиак: Alaasuq) — статистически обособленная местность в зоне переписи населения Юкон-Коюкук, штат Аляска, США.

## География
Расположен примерно в 310 км к северо-западу от города Фэрбанкса и в 9 км к западу от города Аллакакет, на северном берегу реки Коюкук, к юго-западу от места впадения в неё реки Алатна. Площадь города составляет 94,4 км², из которых 94,4 км² — суша и 0 км² — вода.
Климат Алатны — холодный континентальный, характеризуется большой годовой амплитудой температур. Средний максимум июля составляет +21 °C, а средний минимум января составляет −18 °C. Самая высокая когда-либо зафиксированная температура: +34 °C, а самая низкая: −59 °C. Средняя годовая норма осадков — 330 мм.

## Население
По данным переписи 2000 года население города составляло 35 человек. Расовый состав: коренные американцы — 94,29 %; белые — 2,86 %. Доля лиц в возрасте младше 18 лет — 37,1 %; от 18 до 24 лет — 11,4 %; от 15 до 44 лет — 25,7 % и от 45 до 64 лет — 25,7 %. Средний возраст населения — 26 лет. На каждые 100 женщин приходится 84,2 мужчин; на каждые 100 женщин старше 18 лет — 100,0 мужчин.
Из 12 домашних хозяйств в 50,0 % — воспитывали детей в возрасте до 18 лет, 16,7 % представляли собой совместно проживающие супружеские пары, в 25,0 % семей женщины проживали без мужей, 41,7 % не имели семьи. 15,0 % от общего числа семей на момент переписи жили самостоятельно, при этом 0 % составили одинокие пожилые люди в возрасте 65 лет и старше. В среднем домашнее хозяйство ведут 2,92 человек, а средний размер семьи — 3,43 человек.
Средний доход на совместное хозяйство — $20 313; средний доход на семью — $52 500. Средний доход на душу населения — $14 109. Около 9,1 % жителей живут за чертой бедности.

## Транспорт
Алатна не связана с сетью автомобильных дорог, однако в холодное время года возможно сообщение по зимникам с городами Хьюс, Беттлс и Танана. Летом важное значение играет водный транспорт. Ближайший аэропорт расположен в городе Аллакакет.